# 渡瀬昌治
渡瀬 昌治（わたせ まさはる、1947年 - ）は、日本の合唱指導者、作詞家。

## 略歴
1947年〈昭和22年〉、宮崎県で生まれる。国立音楽大学を卒業後、東京都調布市立神代中学校に勤務し、同校に合唱団を設立。NHK全国学校音楽コンクール第44回大会（1977年度〈昭和52〉開催）と第49回大会（1982年度〈昭和57〉開催）において最優秀賞を受賞。
2008年〈平成20年〉3月、国立市立国立第三中学校を定年退職。　

## 作品
- 響け絆の歌 ～合唱コンクールに捧げる～ (作曲 大田桜子)
- 卒業讃歌 (作曲 大田桜子)
- 地球誕生 (作曲 大田桜子)
- 海より深い愛 (作曲 大田桜子)
- 未来を信じて (作曲 大田桜子)
- 心の声（作曲 大田桜子）混声
- くじらが空を泳ぐ (作曲 大田桜子)
- 歌が息をする (作曲 高橋晴美)
- 僕はアスリート (作曲 高橋晴美)
- 蝶が舞い・花が咲く (作曲 高橋晴美)
- 勇気を力にかえて (作曲 松井孝夫)
- 心ひとつ (作曲 貫輪久美子)
- ステップ、スキップ、ジャンプ (作曲 松長誠)
- ひとつの勇気 (作曲 松長誠)
- 心つなぐ歌（作曲 松長誠） 同声

## 著書・メディア
- [DVD]渡瀬昌治の合唱教室①　声を磨くためのアドバイス［発声力編］
- [DVD]渡瀬昌治の合唱教室②　「花咲け歌の力」の曲づくり［表現力編］
- [DVD]渡瀬昌治の合唱教室③　「地球誕生」の曲づくり［表現力編］
- 部活でもっとステップアップ 合唱のコツ50 楽しみながらうまくなる! (コツがわかる本!)[3]
- 学級担任・音楽科の目指す 校内合唱コンクール成功への道[4]
- 今こそ「合唱教育」を見直そう! 合唱で導く音楽授業[5]
- 校内合唱コンクール 成功のポイント[6]
- 授業合唱の実践 心を育てる合唱指導~アイデアとアドバイス[7]
- 教師のための合唱指導と実践[8]
- 渡瀬昌治の合唱指導（DVD）[9]
- 中学生の声づくりと合唱（DVD）[10]